# Denial of service
Denial of service (afgekort DoS) is een situatie waarin een computersysteem onbedoeld niet beschikbaar is voor de door de gebruiker verwachte dienstverlening. Deze situatie kan door verschillende oorzaken optreden, maar het begrip wordt het meestal gebruikt wanneer sprake is van sabotage door bijvoorbeeld computerkraker(s) of activisten. Ook een onbedoelde fout in een programma kan een denial of service veroorzaken. Het gebrek aan beschikbaarheid van een systeem kan financiële- en/of imagoschade veroorzaken voor zijn eigenaars.

## Soorten DoS

### DoS-aanval
Er zijn verschillende vormen van een DoS-aanval. 
- het geven van ongeldige commando's waardoor bijvoorbeeld een bufferoverloop ontstaat.
- het consumeren van systeembronnen waardoor ze niet in staat zijn te reageren op andere aanvragen. Een aanvaller kan bijvoorbeeld een netwerkverbinding overspoelen met netwerkaanvragen, waardoor het systeem niet langer bereikbaar is voor anderen. Enkele bekende aanvallen zijn de ping of death, smurf en SYN flood. In een netwerk zal een pakketfilter dergelijke aanvallen voorkomen. Flooders zijn programma's die specifiek zijn ontworpen om dit soort DoS-aanvallen uit te voeren.
- het herconfigureren van systeemcomponenten waardoor processen niet doen wat ze moeten doen. Een voorbeeld hiervan is het verminken van de in een systeem opgeslagen routeringsinformatie in bijvoorbeeld het 'hosts' bestand. Dit werd enkele jaren geleden door het weekblad Computeridee aangetoond bij een proof-of-conceptaanval op de Rabobank-website: de hoststabel op een computer werd verminkt, waardoor de link naar de Rabobanksite leidde naar een vervalste website. Wormen voeren dit uit om websites van leveranciers van beveiligingssoftware onbereikbaar te maken, zodat de slachtoffers geen updates kunnen ontvangen of hulp kunnen krijgen.
- het fysiek vernietigen van systeembronnen, bijvoorbeeld het verwijderen van een netwerkkabel.

Een DDoS-aanval met behulp van een botnet.

Een bijzondere vorm van een denial-of-service aanval is de distributed denial of service (DDoS), die op het internet wordt uitgevoerd gebruikmakend van bijvoorbeeld een botnet. Verschillende criminelen bieden deze functie te huur aan op het internet. Steve Gibson heeft een uitvoerige beschrijving van het fenomeen opgesteld.
Een voorbeeld van een DoS-aanval waarbij men gebruikmaakt van bestaande functionaliteit van software of een systeem is een decompressiebom. Hierbij wordt gebruikgemaakt van het (de)comprimeren van een bestand om een systeem uit te schakelen.
Voor het uitvoeren van soorten DoS-aanvallen zijn er verschillende programma's ontwikkeld, zoals Jolt2, Bubonic.c en Nemesy. Bijvoorbeeld Targa kan minstens 8 verschillende soorten DoS-aanvallen uitvoeren.

### Toevallige DoS
Wanneer een systeem plotseling een groot aantal aanvragen moet verwerken, levert dat per saldo een denial of service op. Bekende voorbeelden zijn het Henny Huisman-effect (de televoting-actie uit 1988 in de SoundMixShow, die het PTT-netwerk platlegde) en het Slashdot-effect, dat optreedt als op de Slashdotwebsite een link wordt gepubliceerd die op dat moment door alle bezoekers gevolgd wordt.
Een andere bekende DoS viel in 2006 de internetservice rtbf.be van de openbare Belgische Franstalige radio- en televisiezenders te beurt. Door hun fictiereportage over het uiteenvallen van België, waren mensen zo ongerust dat er extreem veel reactie werd uitgelokt. Hierdoor kwamen alle mailsystemen van de RTBF compleet vast te zitten doordat er gewoonweg een te grote toevoer van berichten was.